# Gèn
Pour les articles homonymes, voir Gen.

Trigrammes - Yi Jing - Bāguà

|   | sin. | pinyin | on'yomi |
| ☰ | 乾   | qián   | ken     |
| ☷ | 坤   | kūn    | kon     |
| ☳ | 震   | zhèn   | shin    |
| ☴ | 巽   | xùn    | son     |
| ☲ | 離   | lí     | ri      |
| ☵ | 坎   | kǎn    | kan     |
| ☶ | 艮   | gèn    | gon     |
| ☱ | 兌   | duì    | da      |

☶ ou 艮 transcrit gèn en hanyu pinyin (romanisation du mandarin) et  gon selon la lecture on'yomi (japonais), est l'un des huit trigrammes du Yi Jing, et donc une figure du Bāguà.
Il est représenté par l'immobilité de la montagne ou par l'immobilisation, le 3e/le plus jeune fils, le chien, la main, le chemin détourné, les pierres, les portes, les fruits, les semences, le bois ferme et noueux ...
Ses caractères Unicode sont 2636 et 826E.